# Farmer City
Farmer City é uma cidade localizada no estado americano de Illinois, no Condado de De Witt.

## Demografia
Segundo o censo americano de 2000, a sua população era de 2055 habitantes.
Em 2006, foi estimada uma população de 2015, um decréscimo de 40 (-1.9%).

## Geografia
De acordo com o United States Census Bureau tem uma área de 6,1 km², dos quais 6,0 km² cobertos por terra e 0,1 km² cobertos por água.

## Localidades na vizinhança
O diagrama seguinte representa as localidades num raio de 20 km ao redor de Farmer City.